# 驚き!謎マネー100連発・世間を騒がすアノ値段一挙公開スペシャル
驚き！謎マネー100連発・世間を騒がすアノ値段一挙公開スペシャル（おどろき！なぞマネーひゃくれんぱつ・せけんをさわがすアノねだんいっきょこうかいスペシャル）は、日テレ系列で年2回放送されていたバラエティ特番。

## 概要
様々な手段を用い関係者だけが知る謎の値段を調査しクイズを出題し、ゲストがその値段を推理する。司会は爆笑問題と福澤朗。
初放送は2003年10月6日の月曜夜9時～10時54分である。スーパーテレビ特別編として放送。
2007年春よりキャストを一新し週刊オリラジ経済白書として同様の内容を定期放送するようになった。

## 出演
- 橋下徹
- 岸部四郎
- 杉田かおる
- ガッツ石松
- 飯島愛
- よゐこ

## 放送日
- 第1回 : 2003年10月6日放送（視聴率：16.1％）
- 第2回 : 2004年3月29日放送（視聴率：％）
- 第3回 : 2004年10月4日放送（視聴率：％）
- 第4回 : 2004年12月27日放送（視聴率：16.2％）
- 第5回 : 2005年4月4日放送（視聴率：％）

## スタッフ
- 構成 : 山谷隆、小野高義、桜井慎一、とちぼり元、石塚祐介、桝本壮志/秋葉高彰、野口悠介/安達元一（安達→第1,2,4回、野口→第2回-、桝本・秋葉→第3回-）
- TM : 古井戸博
- TD : 米田博之
- CAM : 日向野崇（第1,4回）
- AUD : 大島康彦（第2回-）
- 技術 : 日テレ映像センター（第1,2回はNTV映像センター名義）、ヌーベルバーグ
- 照明 : 渡辺一成（第2回-）
- 美術 : 小野寺一幸
- デザイン : 本田恵子、熊崎真知子（熊崎→第4回）
- 美術協力 : 日本テレビアート
- ロケ技術 : 池田屋
- EED : 藤田信（第2回-、オムニバス・ジャパン）
- MA : 坂井真一（第3回-、オムニバス・ジャパン）
- 音効 : 森山顕仁、岡田淳一（共にヘンドリックス、岡田→第3回-）
- TK : 大岡伸江
- CG : 神谷渉
- ナレーター : 小林清志
- PR : 梶原美緒（第3回-、第1,2回は広報）
- リサーチ : フォーミュレーション、スコープ
- デスク : 山本恭代（第4回）、櫛山照美
- AP : 野田義人、本間正幸、菊地順子（本間・菊地→第4回）
- 監修 : 菅賢治（第2回-）
- ディレクター : 上利竜太、山田直樹、日野力、安彦和弘、中井康二、水口智就、鈴木賢一、酒井甚哉、森本雅也、我妻哲也（上利→第1,2,4回、日野→第2回-、水口・鈴木・森本→第3回-、安彦・酒井・我妻→第4回）
- 総合演出 : 三浦伸介
- プロデューサー : 松崎聡男/高家宏明、細越貴子
- チーフプロデューサー : 安岡喜郎（第3回-）
- 制作協力 : TV-SION、オフィスぼくら（ぼくら→第2回-）
- 製作著作 : 日本テレビ

### 過去のスタッフ
- 構成 : YAS5000（第1,2回）
- CAM : 小林宏義（第2回）、山田祐一（第3回）
- AUD : 今野健（第1回）
- 照明 : 小笠原雅登（第1回）
- EED : 高野毅（ヌーベルバーグ）、蹄和行（ヌーベルバーグ）、千田稔（TDKビデオセンター）（共に第1回）
- MA : 長瀬貴広（第1回）、水落洋一郎（第2回、オムニバス・ジャパン）
- 音効 : 譲矢健次（第1,2回、ヘンドリックス）
- モニター : ジャパンテレビ（第2,3回）
- メイク : 奥松かつら（第1-3回）
- イラスト : 森山ヒロカズ（第2回、D-range）、安居院一展（第2,3回、アパッシュ）
- リサーチ : 東京リサーチ（第1-3回）
- AP : 浜田和宏（第1-3回）、所俊輔（第3回）
- ディレクター : 中川有以努、中原芳（共に第1回）、小泉浩之、髙橋雄康（共に第1,2回）、三枝幹直、宮川純一、内田秀実（共に第2回）、古立善之、大嶋伸夫、佐々木英敏（共に第3回）
- チーフプロデューサー : 桜田和之（第1,2回）